# Аза (цар Манни)
Аза (д/н — бл. 716 до н. е.) — цар Манни близько 718—716 років до н. е.

## Життєпис
Син царя Іранзу. Близько 718 року до н. е. спадкував владу. Спочатку проти нього виступив молодший брат Улусуну, але був змушений відступити на північ. За цим повстали залежні правителі — Метатті з Зікерту, Телусіна з Андіі, Багдатту з Уїшдіши. Останніх підтримав Руса I, цар Урарту. Аза зміцнився на неприступній горі Вауш, але не зміг здолати ворогів, був схоплений і вбитий. Труп його було кинуто без поховання. Влада перейшла до Улусуну, що визнав зверхність Урарту.